# Touch My Beloved’s Thought
Touch My Beloved’s Thought ist ein Jazzalbum von Greg Ward mit seinem Tentett 10 Tongues. Die 2016 im Veranstaltungsort Constellation, Chicago, bei einem Konzert entstandenen Aufnahmen erschienen im selben Jahr auf Greenleaf Music.

## Hintergrund
Den Ausgangspunkt von Touch My Beloved’s Thought bildet Charles Mingus’ Album The Black Saint and the Sinner Lady (Impulse!, 1963), eine sechsteilige Komposition, geschrieben für Tänzer. Roell Schmidt, der Geschäftsführer von Link’s Hall, eines Zentrums für darstellende Künste in Chicago, wandte sich 2014 an den Chicagoer Jazz-Impresario Mike Reed und fragte ihn nach der Möglichkeit, ein Stück mit der Musik von Mingus und Tänzern zu inszenieren. Letzterer beauftragte Greg Ward, der mit dem Choreographen Onye Ozuzu an der Umsetzung des Stücks arbeitete. Ward und Ozuzu trafen sich für die Entwicklung des Stücks sechs Monate lang immer wieder für längere Phasen. Ward stellte dann eine zehnköpfige Band zusammen, die aus einigen seiner langjährigen Mitarbeiter und hochkarätigen Musikern der Chicagoer Szene bestand. Das Stück wurde schließlich im Rahmen der Reihe Made in Chicago: World Class Jazz des Jazz Institute of Chicago präsentiert und am 13. August 2015 im Millennium Park mit 15 Tänzern uraufgeführt.
Anfang Juni 2016 wurde die Suite im Veranstaltungsort Constellation mit diesmal acht Tänzern (einschließlich Ozuzu) und zehn Musikern (einschließlich Ward) wieder aufgeführt. Bemerkenswert an der neu entstandenen, aber von Mingus Werk beeinflussten Musik ist Mark Corroto zufolge Wards Integration seiner Solisten, des Pianisten Dennis Luxion in „Singular Serenade“, der Posaune von Norman Palm in „With All Your Sorrow, Sing a Song of Jubilance“ und des Baritonsaxophons von Keefe Jackson in „Grit“. „Dialogue of the Black Saint“ beginnt mit Jason Roebkes Bass-Solo, bevor Bläserrufe in Russ Johnsons Trompeten-Plunger-Blues übergehen. Die Musik ist, wie bei Mingus und Ellington vor ihm, von Volks- und Tanzmusik beeinflusst, sei es Blues, Gospel, Lateinamerikanische Musik, Marschmusik, Hip-Hop oder Flamenco.

## Titelliste
- Greg Ward & 10 Tongues: Touch My Beloved’s Thought (Greenleaf Music GRE-CD-1050)[5]

1. Daybreak	6:48
2. Singular Serenade	4:03
3. The Menacing Lean	6:32
4. Smash, Push, Pull, Crash	0:46
5. With All Your Sorrow, Sing a Song of Jubilance	5:47
6. Grit	3:26
7. Round 3	6:21
8. Dialogue of the Black Saint	4:41
9. Gather Round, the Revolution Is at Hand	12:34

Die Kompositionen stammen von Greg Ward.

## Rezeption
Anstatt eine abfällige Kopie à la „Blue“ von Mostly Other People Do the Killing (2014) zu produzieren, habe sich Ward dafür entschieden, „auf den Schultern von Giganten zu stehen und Musik für das 21. Jahrhundert zu machen“, meinte Mark Corroto in All About Jazz. Und wenn Ward hier Mingus nacheifere, dann sei er zugleich der Musik Ellingtons auf der Spur, eines Bandleaders, dem Mingus zu folgen versuchte. So wie Ellington und Mingus Musik bestimmten Musikern auf den Leib schrieben, habe auch Ward in seinen Kompositionen seine Solisten begünstigt. Sein Ton auf dem Altsaxophon, der oft vom People, Places, & Things-Ensemble des Schlagzeugers Mike Reed verwendet wird, stehe in vollem Einklang mit der Musik. So wie Rudresh Mahanthappas Bird Calls (2015) fast unmerkliche Fragmente von Charlie Parkers Musik genutzt habe, nehme Ward Elemente und Bestandteile von Mingus’ Black Saint, um sie hier neu aufzubauen.
Touch My Beloved’s Thought sei ein Wendepunkt im Leben von Ward und sein bisher wichtigstes Album, stellte Peter Margasek im Chicago Reader fest. Drei Monate nach der Premiere sei er von New York City zurück nach Chicago gezogen. Im Down Beat hieß es: „Mit ihren belebenden Rhythmen und hypnotischen Melodien schreit die Musik von Mingus geradezu danach, in den Tanz übersetzt zu werden. Nur wenige haben diesen Ruf so leidenschaftlich und wortgewandt befolgt wie das Team von Ward und Ozuzu.“ Entstanden sei ein berauschendes Gebräu aus Stilen und Formen.
Touch My Beloved’s Thought wurde von der African American Arts Alliance mit dem Black Excellence Award (2014–2015) für besondere Leistungen im Bereich Choreografie ausgezeichnet.